# Netflix Animation
Netflix Animation (cunoscut și ca Netflix Animation Studios) este un studio de animație american și o filială a Netflix, Inc. A fost fondat în martie 2018. Studioul produce și dezvoltă în principal programe animate și lungmetraj.

## Istorie
Când Netflix a început să producă conținut animat original în 2013, toate proiectele au fost produse de companii terțe, în principal DreamWorks Animation Television. Cu toate acestea, în noiembrie 2018, s-a anunțat că Netflix dezvoltă proiecte animate originale interne, inclusiv Klaus și Kid Cosmic.
Compania a achiziționat studioul australian de animație și efecte vizuale Animal Logic în iulie 2022. În aceeași lună, Melissa Cobb a demisionat din funcția de vicepreședinte al animației de film, rămânând însă ca producătoare, fiind succedată de Karen Toliver.
În iunie 2024, Hannah Minghella a fost numită șef de filme de animație și filme live-action de familie la Netflix, înlocuind-o pe Karen Tolliver.

## Filmografie

### Filme lungmetraj

#### Filme lansate
| Titlu                                | Data lansării     | Regizor(i)                                        | Compozitor(i)                                                         | Coproducție cu                                                                            | Servicii de animație                  | Note |
| ------------------------------------ | ----------------- | ------------------------------------------------- | --------------------------------------------------------------------- | ----------------------------------------------------------------------------------------- | ------------------------------------- | --- |
| Klaus: Poștașul și păpușarul         | 15 noiembrie 2019 | Sergio PablosCo-regizor: Carlos Martínez López    | Alfonso G. Aguilar                                                    | Sergio Pablos Animation Studios Atresmedia Cine                                           | Yowza! Animation                      | Primul film lungmetraj Drepturi de autor de Sergio Pablos                                                                 |
| Familia Willoughby                   | 20 aprilie 2020   | Kris PearnCo-regizor: Rob Lodermeier              | Mark Mothersbaugh                                                     | Bron Animation Creative Wealth Media                                                      | Bron Animation                        | Bazat pe romanul cu același nume de Lois Lowry                                                                            |
| Dincolo de lună                      | 23 octombrie 2020 | Glen KeaneCo-regizor: John Kahrs                  | Steven PriceChristopher Curtis Marjorie Duffield Helen Park (cântece) | Pearl Studio Dentsu International Glen Keane Productions                                  | Pearl Studio Sony Pictures Imageworks | |
| Arlo, băiatul aligator               | 16 aprilie 2021   | Ryan Crego                                        | Alex Geringas Ryan Crego (cântece)                                    | Titmouse, Inc.                                                                            | N/A                                   | Prequel al serialului Arlo, te iubesc                                                                                     |
| America: Un film artistic            | 30 iunie 2021     | Matt Thompson                                     | Mark Mothersbaugh                                                     | Lord Miller Productions Free Association Floyd County Productions Jittery Dog Productions | Combo Estúdio                         | |
| Destinația: Acasă!                   | 10 decembrie 2021 | Clare Knight Harry Cripps                         | Rupert Gregson-Williams                                               | Weed Road Pictures                                                                        | Reel FX Creative Studios              | |
| Apollo 10 1⁄2: O copilărie în spațiu | 1 aprilie 2022    | Richard Linklater                                 | N/A                                                                   | Minnow Mountain Submarine Deluxe                                                          | N/A                                   | |
| Monstrul mărilor                     | 8 iulie 2022      | Chris Williams                                    | Mark Mancina                                                          | N/A                                                                                       | Sony Pictures Imageworks              | |
| Wendell și Wild                      | 28 octombrie 2022 | Henry Selick                                      | Bruno Coulais                                                         | Monkeypaw Productions Gotham Group                                                        | N/A                                   | Bazat pe o carte nepublicată de Henry Selick și Clay McLeod Chapman                                                       |
| Dragonul tatălui meu                 | 11 noiembrie 2022 | Nora Twomey                                       | Mychael Danna Jeff Danna                                              | Cartoon Saloon Mockingbird Pictures Parallel Films                                        | Cartoon Saloon                        | Bazat pe romanul cu același nume de Ruth Stiles Gannett                                                                   |
| Pinocchio de Guillermo del Toro      | 9 decembrie 2022  | Guillermo del Toro Mark Gustafson                 | Alexandre Desplat                                                     | The Jim Henson Company ShadowMachine Double Dare You Productions                          | N/A                                   | Bazat pe romanul Aventurile lui Pinocchio de Carlo Collodi și desenele lui Gris Grimly din ediția sa din 2002 a romanului |
| Elefantul magicianului               | 17 martie 2023    | Wendy Rogers                                      | Mark Mothersbaugh                                                     | Pistor Productions                                                                        | Animal Logic                          | Bazat pe romanul cu același nume de Kate DiCamillo                                                                        |
| Regele maimuță                       | 18 august 2023    | Anthony Stacchi                                   | Toby Chu                                                              | Pearl Studio Star Overseas Tangent Animation                                              | Reel FX Animation                     | [ 8 ] |
| Leo                                  | 21 noiembrie 2023 | Robert Marianetti David Wachtenheim Robert Smigel | Geoff ZanelliRobert Smigel (cântece)                                  | Happy Madison Productions                                                                 | Animal Logic                          | [ 9 ] |
| Evadare din coteț: Chicken Nugget    | 15 decembrie 2023 | Sam Fell                                          | Harry Gregson-Williams                                                | Aardman Animations                                                                        | N/A                                   | Continuare a Evadare din coteț                                                                                            |
| Unicornul Thelma                     | 17 mai 2024       | Jared Hess Lynn Wang                              | John Powell                                                           | Scholastic Entertainment                                                                  | Mikros Animation                      | Bazat pe cartea cu același nume de Aaron Blabey                                                                           |
| Ultraman: Ascensiunea                | 14 iunie 2024     | Shannon TindleCo-regizor: John Aoshima            | Scot Stafford                                                         | Tsuburaya Productions                                                                     | Industrial Light & Magic              | [ 17 ] [ 15 ] [ 18 ] |
| Acel Crăciun                         | 6 decembrie 2024  | Simon Otto                                        | John Powell                                                           | Locksmith Animation DNEG Animation                                                        | N/A                                   | Bazat pe cartea cu același nume de Richard Curtis                                                                         |

#### Filme viitoare
| Titlu          | Data lansării     | Regizor(i)                               | Coproducție cu                        | Note                                                                                       |
| -------------- | ----------------- | ---------------------------------------- | ------------------------------------- | ------------------------------------------------------------------------------------------ |
| In Your Dreams | 14 noiembrie 2025 | Alex Woo                                 | Sony Pictures Imageworks Kuku Studios | [ 15 ] [ 23 ]                                                                              |
| The Twits      | 2025              | Phil Johnston Katie Shanahan Todd Demong | Jellyfish Pictures                    | Inițial plănuit ca un serial de televiziune; bazat pe cartea cu același nume de Roald Dahl |

#### Filme în dezvoltare
| Titlu                                        | Regizor(i)         | Coproducție cu                                             | Note                                                                             |
| -------------------------------------------- | ------------------ | ---------------------------------------------------------- | -------------------------------------------------------------------------------- |
| The Buried Giant                             | Guillermo del Toro | ShadowMachine                                              | Bazat pe romanul cu același nume de Kazuo Ishiguro                               |
| Escape from Hat                              | Mark Osborne       |                                                            | Bazat pe romanul cu același nume de Adam Kline                                   |
| The Goon                                     | Patrick Osborne    | Blur Studio Chernin Entertainment Dark Horse Entertainment | Bazat pe seria de cărți de benzi desenate de Eric Powell                         |
| Film fără nume cu Redwall                    | VFA                | Penguin Random House                                       | Bazat pe romanul Redwall de Brian Jacques                                        |
| Steps                                        | Alyce Tzue         | Paper Kite Productions                                     | [ 32 ]                                                                           |
| Sulwe                                        | VFA                |                                                            | Bazat pe cartea ilustrată cu același nume de Lupita Nyong’o                      |
| Film de fantezie fără nume de Chris Williams | Chris Williams     |                                                            | [ 34 ]                                                                           |
| Continuare fără nume a Monstrul mărilor      | VFA                | Sony Pictures Imageworks                                   | [ 34 ]                                                                           |
| Film fără nume de Steve Box                  | Steve Box          | SuperProd Animation                                        | [ 21 ]                                                                           |
| The Witch Boy                                | VFA                | Vertigo Entertainment                                      | Bazat pe prima parte a trilogiei de cărți cu același nume de Molly Knox Ostertag |

### Seriale de televiziune

#### Seriale lansate
| Title                                   | Creator(i) / Showrunner(i)                          | Sezoane / Episoade             | Durata          | Premiera           | Finalul            | Coproducție cu                                                                                    | Note |
| --------------------------------------- | --------------------------------------------------- | ------------------------------ | --------------- | ------------------ | ------------------ | ------------------------------------------------------------------------------------------------- | --- |
| The Midnight Gospel                     | Pendleton Ward Duncan Trussell                      | 1 sezon, 8 episoade            | 20–36 de minute | 20 aprilie 2020    | 20 aprilie 2020    | Oatmeal Maiden Titmouse, Inc.                                                                     | Primul serial de televiziune Anulat                                                                                                   |
| Hank și camionul de gunoi               | Max Keane                                           | 2 sezoane, 28 de episoade      | 10–17 minute    | 10 noiembrie 2020  | 4 mai 2021         | Glen Keane Productions                                                                            | Încheiat |
| Kid Cosmic                              | Craig McCracken                                     | 3 sezoane, 24 de episoade      | 17–25 de minute | 2 februarie 2021   | 3 februarie 2022   | CMCC Cartoons                                                                                     | Încheiat |
| Orășelul fantomelor                     | Elizabeth Ito                                       | 1 sezon, 6 episoade            | 18–20 de minute | 5 martie 2021      | 5 martie 2021      | Kikutowne TeamTO                                                                                  | Anulat |
| We the People                           | Chris Nee                                           | 1 sezon, 10 episoade           | 4–5 minute      | 4 iulie 2021       | 4 iulie 2021       | Higher Ground Productions Khalabo Ink Society Laughing Wild                                       | Încheiat |
| Ridley Jones                            | Chris Nee                                           | 5 sezoane, 35 de episoade      | 27–28 de minute | 13 iulie 2021      | 6 martie 2023      | Laughing Wild                                                                                     | Încheiat |
| Centauria                               | Megan Nicole Dong                                   | 2 sezoane, 18 episoade         | 25–73 de minute | 30 iulie 2021      | 7 decembrie 2021   | Sketchshark Productions                                                                           | Încheiat |
| Arlo, te iubesc                         | Ryan Crego                                          | 1 sezon, 19 episoade           | 14–25 min.      | 27 august 2021     | 27 august 2021     | Titmouse, Inc.                                                                                    | Continuare a filmului Arlo, băiatul aligator Încheiat                                                                                 |
| Ada savanta                             | Kerri Grant                                         | 3 sezoane, 20 de episoade      | 29 de minute    | 28 septembrie 2021 | prezent            | Brown Bag Films Higher Ground Productions Laughing Wild Wonder Worldwide                          | În derulare Reînnoit |
| O poveste grimminală                    | Simon Otto Doug Langdale                            | 1 sezon, 10 episoade           | 27–30 de minute | 8 octombrie 2021   | 8 octombrie 2021   | Boat Rocker Studios Novo Media Group Astro-Nomical Entertainment                                  | Bazat pe seria de cărți pentru copii cu același nume de Adam Gidwitz Încheiat                                                         |
| Lumea lui Karma                         | Chris Bridges                                       | 4 sezoane, 40 de episoade      | 13 minute       | 15 octombrie 2021  | 22 septembrie 2022 | Brown Bag Films Creative Affairs Group Karma's World Entertainment                                | Încheiat |
| Conspirații SRL                         | Shion Takeuchi                                      | 1 sezon (2 părți), 18 episoade | 26–31 de minute | 22 octombrie 2021  | 18 noiembrie 2022  | Taco Gucci                                                                                        | Servicii de animație Jam Filled Entertainment Anulat                                                                                  |
| Ham-ham în spațiu                       | Jeremiah Cortez                                     | 2 sezoane, 20 de episoade      | 20–25 de minute | 18 noiembrie 2021  | 15 septembrie 2022 | GrizzlyJerr Productions                                                                           | Servicii de animație de Atomic Cartoons Încheiat                                                                                      |
| The Cuphead Show                        | Dave Wasson                                         | 3 sezoane, 36 de episoade      | 11–31 de minute | 18 februarie 2022  | 18 noiembrie 2022  | King Features Syndicate Studio MDHR                                                               | Bazat pe jocul video Cuphead de Studio MDHR Încheiat                                                                                  |
| Battle Kitty                            | Matt Layzell Paul Layzell                           | 1 sezon, 9 episoade            | 22–54 de minute | 19 aprilie 2022    | 19 aprilie 2022    | Choice Provisions Higher Ground Productions Laughing Wild                                         | Bazat pe banda desenată online The Adventures of Kitty & Orc de Matt Layzell Serial interactiv Anulat                                 |
| Iepurele samurai: Cronicile lui Usagi   | Doug Langdale Candie Kelty Langdale                 | 2 sezoane, 20 de episoade      | 24–26 de minute | 28 aprilie 2022    | 1 septembrie 2022  | Gaumont Animation Atomic Monster Dark Horse Entertainment                                         | Bazat pe seria de cărți de benzi desenate Usagi Yojimbo de Stan Sakai Încheiat                                                        |
| Terminus: Parcul paranormal             | Hamish Steele                                       | 2 sezoane, 20 de episoade      | 25–31 de minute | 16 iunie 2022      | 13 octombrie 2022  | Blink Industries                                                                                  | Bazat pe seria de romane ilustrate DeadEndia de Hamish Steele Anulat                                                                  |
| Farzar                                  | Waco O'Guin Roger Black                             | 1 sezon, 10 episoade           | 25–29 de minute | 15 iulie 2022      | 15 iulie 2022      | Bento Box Entertainment Damn! Show Productions Odenkirk Provissiero Entertainment                 | Anulat |
| Frații roboți supergiganți              | Víctor Maldonado Alfredo Torres                     | 1 sezon, 10 episoade           | 24–27 de minute | 4 august 2022      | 4 august 2022      | Reel FX Creative Studios                                                                          | Încheiat |
| Aventuri trăsnite cu James              | James Rallison Ethan Banville                       | 2 sezoane, 20 de episoade      | 17–20 de minute | 7 octombrie 2022   | 23 februarie 2023  | Atomic Cartoons                                                                                   | Încheiat |
| Gardienii pădurii                       | Karissa Valencia                                    | 2 sezoane, 20 de episoade      | 20–23 de minute | 5 octombrie 2022   | prezent            | Laughing Wild Superprod Animation                                                                 | În derulare |
| Vânătorul de magie                      | Matt Fernandes                                      | 2 sezoane, 20 de episoade      | 22–26 de minute | 27 octombrie 2022  | prezent            | Boat Rocker Studios Industrial Brothers                                                           | [ 41 ] |
| Dragon Age: Absolution                  | Mairghread Scott                                    | 1 sezon, 6 episoade            | 25–27 de minute | 9 decembrie 2022   | prezent            | BioWare Red Dog Culture House                                                                     | Bazat pe franciza de jocuri video Dragon Age de BioWare Încheiat                                                                      |
| Sonic Prime                             | Joe Casey Joe Kelly Duncan Rouleau Steven T. Seagle | 3 sezoane, 23 de episoade      | 21–43 de minute | 15 decembrie 2022  | 11 ianuarie 2024   | Sega of America WildBrain Studios Man of Action Entertainment                                     | Bazat pe franciza de jocuri video Sonic the Hedgehog de Sega Încheiat                                                                 |
| Tata, vânător intergalactic             | Evrett Downing Jr. Patrick Harpin                   | 2 sezoane, 19 episoade         | 20–28 de minute | 9 februarie 2023   | 17 august 2023     | Dwarf Animation Studio                                                                            | Încheiat |
| Insula Craniilor                        | Brian Duffield                                      | 1 sezon, 8 episoade            | 20–26 de minute | 22 iunie 2023      | 22 iunie 2023      | Legendary Television Powerhouse Animation Studios JP                                              | Serial în stil anime; parte din MonsterVerse de la Legendary Entertainment În așteptare                                               |
| Căpitanul Fall                          | Jon Helgaker Jonas Torgersen Joel Trussell          | 1 sezon, 10 episoade           | 20–23 de minute | 28 iulie 2023      | 28 iulie 2023      | Writers & Models                                                                                  | Servicii de animație de Boulder Media Anulat                                                                                          |
| Robo-cadeții                            | Aaron Lam Eileen Shim                               | 1 sezon, 10 episoade           | 20–30 de minute | 10 august 2023     | 10 august 2023     | Boom! Studios Polygon Pictures                                                                    | Bazat pe seria de cărți de benzi desenate Mech Cadet Yu de Greg Pak și Takeshi Miyazawa                                               |
| Captain Laserhawk: A Blood Dragon Remix | Adi Shankar                                         | 1 sezon, 6 episoade            | 20–25 de minute | 19 octombrie 2023  | 19 octombrie 2023  | Ubisoft Film & Television Bobbypills Bootleg Universe                                             | Serial în stil anime; bazat pe jocul video din 2013 Far Cry 3: Blood Dragon de Ubisoft În așteptare                                   |
| Blue Eye Samurai                        | Michael Green Amber Noizumi                         | 1 sezon, 8 episoade            | 35–62 de minute | 3 noiembrie 2023   | prezent            | J.A. Green Construction Corporation 3 Arts Entertainment                                          | Servicii de animație de Blue Spirit Reînnoit                                                                                          |
| Pokémon Concierge                       | Ogawa Iku                                           | 1 sezon, 4 episoade            | 15–20 de minute | 28 decembrie 2023  | prezent            | The Pokémon Company Dwarf Studios                                                                 | Reînnoit |
| Ce mai dinozauri!                       | Joel Veitch David Shute Alex Mallinson              | 1 sezon, 8 episoade            | 20–24 de minute | 28 martie 2024     | prezent            | Snafu Pictures                                                                                    | Reînnoit |
| Exploding Kittens                       | Matthew Inman Shane Kosakowski                      | 1 sezon, 9 episoade            | 24–27 de minute | 12 iulie 2024      | prezent            | Chomp City Bandera Entertainment Chernin Entertainment                                            | Bazat pe cărțile de joc cu același nume de Matthew Inman                                                                              |
| Mermaid Magic                           | Iginio Straffi Joanne Lee                           | 1 sezon, 10 episoade           | 25–27 de minute | 22 august 2024     | prezent            | Rainbow SPA                                                                                       | [ 21 ] |
| Terminator Zero                         | Mattson Tomlin                                      | 1 sezon, 8 episoade            | 25–29 de minute | 29 august 2024     | prezent            | Production I.G No Brakes Skydance Television                                                      | Anime; bazat pe franciza de filme Terminator de James Cameron și Gale Anne Hurd; servicii de animație de Production I.G               |
| Amurgul zeilor                          | Zack Snyder Jay Oliva Eric Carrasco                 | 1 sezon, 8 episoade            | 27–42 de minute | 19 septembrie 2024 | prezent            | Stone Quarry Animation                                                                            | Servicii de animație de Xilam Animation                                                                                               |
| Tomb Raider: The Legend of Lara Croft   | Tasha Huo                                           | 1 sezon, 8 episoade            | 24–35 de minute | 10 octombrie 2024  | prezent            | Crystal Dynamics DJ2 Entertainment Powerhouse Animation Studios Panda Burrow Legendary Television | Serial în stil anime; continuare a trilogiei reboot de jocuri video de Crystal Dynamics; servicii de animație de Powerhouse Animation |
| Jentry Chau împotriva infernului        | Echo Wu                                             | 1 sezon, 13 episoade           | 26–32 de minute | 5 decembrie 2024   | prezent            | Buji Productions Trespassers Will Inc. Lightbulb Farm Productions Titmouse, Inc.                  | [ 61 ] |
| Regele lup                              | Tom Brass                                           | 1 sezon, 8 episoade            | 24–32 de minute | 20 martie 2025     | prezent            | Lime Pictures                                                                                     | Bazat pe seria de romane Wereworld de Curtis Jobling                                                                                  |

#### Seriale viitoare
| Titlu            | Creator(i) / Showrunner(i) | Premiera | Coproducție cu                     | Note   |
| ---------------- | -------------------------- | -------- | ---------------------------------- | ------ |
| Long Story Short | TBA                        | 2025     | The Tornante Company ShadowMachine | [ 62 ] |

#### Seriale în dezvoltare
| Titlu                                     | Creator(i) / Showrunner(i) | Coproducție cu                            | Note                                                                          |
| ----------------------------------------- | -------------------------- | ----------------------------------------- | ----------------------------------------------------------------------------- |
| Army of the Dead: Lost Vegas              | Jay Oliva                  | Meduzarts Animation The Stone Quarry      | Serial în stil anime; prequel al filmului Armata celor morți                  |
| Gears of War                              | VFA                        | The Coalition                             | Bazat pe franciza de jocuri video cu același nume de The Coalition            |
| Heaven's Forest                           | Warren Ellis               | Powerhouse Animation Studios              | [ 65 ]                                                                        |
| Horton Hears a Who!                       | Dustin Ferrer              | Dr. Seuss Enterprises                     | Bazat pe cartea cu același nume de Dr. Seuss                                  |
| Magic: The Gathering                      | Terry Matalas              | Wizards of the Coast Hasbro Entertainment | Bazat pe jocul de cărți cu același nume de Wizards of the Coast               |
| Serial fără nume cu Martin the Warrior    | VFA                        | Penguin Random House                      | Bazat pe al șaselea roman Redwall Martin the Warrior de Brian Jacques         |
| Midnight Sun                              | VFA                        | Lionsgate Television                      | Bazat pe cartea cu același nume de Stephenie Meyer                            |
| Serial de animație fără nume cu Minecraft | VFAA                       | Mojang Studios WildBrain Studios          | Bazat pe jocul video de Mojang Studios                                        |
| One Fish, Two Fish, Red Fish, Blue Fish   | Dustin Ferrer              | Dr. Seuss Enterprises                     | Bazat pe cartea cu același nume de Dr. Seuss                                  |
| The Seven Bears                           | Robert Vargas              | Folivari                                  | Bazat pe seria de romane ilustrate The Seven Squat Bears de Émile Bravo       |
| Serial fără nume de Alex Hirsch           | VFA                        | N/A                                       | Din 2022, serialul a rămas în faza de dezvoltare                              |
| Serial fără nume cu BRZRKR                | Keanu Reeves               | Boom! Studios Production I.G              | Serial în stil anime; continuare a filmului live action cu același nume       |
| Serial fără nume cu Far Cry               | VFA                        | Ubisoft Film & Television                 | Serial în stil anime; bazat pe seria de jocuri video Far Cry de Ubisoft       |
| Splinter Cell: Deathwatch                 | VFA                        | Ubisoft Film & Television                 | Serial în stil anime; bazat pe seria de jocuri video Splinter Cell de Ubisoft |
| Stranger Things: Tokyo                    | VFA                        | Flying Bark Productions                   | Continuare a serialului original cu același nume                              |
| Wacky Wednesday                           | Dustin Ferrer              | Dr. Seuss Enterprises                     | Bazat pe cartea cu același nume de Dr. Seuss                                  |

### Miniseriale

#### Miniseriale lansate
| Titlu                       | Creator(i) / Showrunner(i) | Episoade    | Durata          | Premiera          | Coproducție cu                                 | Note                                         |
| --------------------------- | -------------------------- | ----------- | --------------- | ----------------- | ---------------------------------------------- | -------------------------------------------- |
| Maya și cei trei            | Jorge R. Gutiérrez         | 9 episoade  | 33–44 de minute | 22 octombrie 2021 | Maya Entertainment Mexopolis Tangent Animation |                                              |
| Oni: Povestea Zeului Tunet  | Daisuke Tsutsumi           | 4 episoade  | 42–47 de minute | 21 octombrie 2022 | Tonko House                                    |                                              |
| Carol și viața apocaliptică | Dan Guterman               | 10 episoade | 25–33 de minute | 15 decembrie 2023 |                                                | Servicii de animație de Bardel Entertainment |

#### Miniseriale viitoare
| Titlu                             | Creator(i) / Showrunner(i) | Premiera        | Coproducție cu                       | Note                                                                       |
| --------------------------------- | -------------------------- | --------------- | ------------------------------------ | -------------------------------------------------------------------------- |
| Asterix and Obelix: The Big Fight | Alain Chabat               | 30 aprilie 2025 | Les Éditions Dargaud TAT Productions | Bazat pe seria de benzi desenate Asterix de René Goscinny și Albert Uderzo |

#### Miniseriale în dezvoltare
| Titlu                                | Creator(i) / Dezvoltator(i) | Coproducție cu           | Note                                           |
| ------------------------------------ | --------------------------- | ------------------------ | ---------------------------------------------- |
| Fabrica de ciocolată a lui Charlie   | Taika Waititi               | Roald Dahl Story Company | Bazat pe romanul cu același nume de Roald Dahl |
| Charlie and the Great Glass Elevator | Taika Waititi               | Roald Dahl Story Company | Bazat pe romanul cu același nume de Roald Dahl |

### Speciale

#### Speciale lansate
| Titlu                     | Premiera           | Creator(i) / Dezvoltator(i)                                        | Coproducție cu                               | Note                                                         |
| ------------------------- | ------------------ | ------------------------------------------------------------------ | -------------------------------------------- | ------------------------------------------------------------ |
| O casă și câțiva locatari | 14 ianuarie 2022   | Paloma Baeza Niki Lindroth von Bahr Marc James Roels Emma de Swaef | Nexus Studios                                | Film de antologie special alcătuit din trei povești separate |
| Entergalactic             | 30 septembrie 2022 | Kid Cudi Kenya Barris                                              | Mad Solar Khalabo Ink Society DNEG Animation | N/A                                                          |
| Ne-am pierdut omul        | 21 martie 2023     | Chris Garbutt Rikke Asbjoern                                       | Jam Filled Entertainment                     | Special interactiv                                           |

#### Speciale în dezvoltare
| Titlu                          | Creator(i) / Dezvoltator(i) | Coproducție cu        | Note                                          |
| ------------------------------ | --------------------------- | --------------------- | --------------------------------------------- |
| The Sneetches                  | Dustin Ferrer               | Dr. Seuss Enterprises | Bazat pe cărțile cu același nume de Dr. Seuss |
| Thidwick the Big-Hearted Moose | Dustin Ferrer               | Dr. Seuss Enterprises | Bazat pe cărțile cu același nume de Dr. Seuss |

### Scurtmetraje
| Titlu       | Premiera          | Regizor            | Coproducție cu         | Note                                                        |
| ----------- | ----------------- | ------------------ | ---------------------- | ----------------------------------------------------------- |
| Pânza       | 11 decembrie 2020 | Frank E. Abney III | Chainwheel Productions |                                                             |
| Cat Burglar | 22 februarie 2022 | James Bowman       | Broke & Bones          | Servicii de animație de Boulder Media; ficțiune interactivă |

### Proiecte anulate
| Titlu                                   | Creator(i) / Showrunner(i) / Regizor(i) | Anunțat        | Note |
| --------------------------------------- | --------------------------------------- | -------------- | --- |
| Raise the Bar!                          | Fernanda Frick                          | iunie 2018     | Netflix a abandonat dezvoltarea în 2020; adaptat în schimb ca un roman ilustrat |
| Toil & Trouble                          | Lauren Faust                            | N/A            | Anulat de administrația nouă de la Netflix în timpul producției în 2021, în prezent prezentat la alte companii |
| Bone                                    | Jeff Smith                              | octombrie 2019 | Serial anulat datorită unei reorganizări la Netflix Animation |
| Orășelul fantomelor - sezonul 2         | Elizabeth Ito                           | N/A            | Serial anulat în timpul unei reorganizări la Netflix Animation |
| Boons and Curses                        | Jaydeep Hasrajani                       | mai 2021       | Serialul a fost programat inițial pentru 2023, dar producția a fost anulată în aprilie 2022. Din aprilie 2023, este în prezent prezentat la alte companii.                                                                         |
| Dino Daycare                            | Jeff King                               | octombrie 2020 | Producția serialului anulată în aprilie 2022 |
| Pearl                                   | Amanda Rynda                            | iulie 2021     | Producția serialului anulată în mai 2022 |
| Wings of Fire                           | Dan Milano Christa Starr Justin Ridge   | aprilie 2021   | Serial de televiziune bazat pe seria de romane cu același nume de Tui Sutherland; producție anulată în mai 2022. O versiune nouă este în producție la Amazon Prime Video cu o echipă de producție diferită sub Amazon MGM Studios. |
| Antiracist Baby                         | Chris Nee                               | ianuarie 2021  | Adaptare de serial de televiziune bazat pe romanul cu același nume de Ibram Kendi; producție anulată în mai 2022 |
| With Kind Regards from Kindergarten     | N/A                                     | N/A            | Adaptare de film lungmetraj bazat pe romanul cu același nume de Adam Kline; producție anulată în mai 2022 |
| Kung-Fu Space Punch                     | Jorge R. Gutiérrez                      | N/A            | Un miniserial care ar fi urmat Maya and the Three; producție anulată în mai 2022 |
| The Midnight Gospel - sezonul 2         | Pendleton Ward Duncan Trussell          | N/A            | Pe 3 iunie 2022, Ward a anunțat că Netflix a anulat serialul după doar un singur sezon. |
| Bad Crimes                              | Nicole Silverberg                       | ianuarie 2022  | Un serial animat original pentru adulți; anulat în mijlocul producției în octombrie 2022, și este prezentat la alte companii. |
| Pashmina                                | Gurinder Chadha                         | martie 2019    | Adaptare de film lungmetraj bazat pe romanul ilustrat de Nidhi Chanani; producție anulată în decembrie 2022 |
| Ember                                   | Sergio Pablos                           | iunie 2022     | Producția serialului suspendată în decembrie 2022; în prezent prezentat la alte companii urmând abandonului de către Netflix. |
| Conspirații SRL - sezonul 2             | Shion Takeuchi                          | iunie 2022     | Serial anulat în mijlocul scrisului în ianuarie 2023 la scurt timp după plecarea lui Mike Moon de la Netflix Animation. |
| Terminus: Parcul paranormal - sezonul 3 | Hamish Steele                           | N/A            | Anulat în timpul plănuirii sezonului 3 în ianuarie 2023 |
| Machine Learning                        | Ian Jones-Quartey                       | N/A            | [ 116 ] |
| Film fără nume cu Gorillaz              | Jamie Hewlett                           | noiembrie 2021 | Film lungmetraj anulat în februarie 2023 pe fondul a mai multor reduceri la Netflix Animation în lunile trecute și viitoare |
| Escape From Beverly Hills               | N/A                                     | N/A            | Filme lungmetraj anulate în octombrie 2023, în prezent prezentate la alte companii |
| Tunga                                   | N/A                                     | februarie 2019 | Filme lungmetraj anulate în octombrie 2023, în prezent prezentate la alte companii |
| Ghee Happy                              | Sanjay Patel                            | octombrie 2019 | A devenit un serial independent produs pentru YouTube după ce a fost abandonat de Netflix |
| High in the Clouds                      | Timothy Reckart                         | decembrie 2019 | Coproducție cu Gaumont Animation bazat pe romanul cu același nume de Paul McCartney; Netflix a abandonat participarea sa în 2023, revenind filmul la o producție independentă cu Toby Genkel înlocuindu-l pe Reckart ca regizor.   |
| I, Chihuahua                            | Jorge R. Gutiérrez                      | martie 2022    | Anulat din motiv de diferențe creative în aprilie 2024, în prezent prezentat la alte companii. |
| TREES!                                  | N/A                                     | N/A            | Film lungmetraj anulat când Dan Lin a devenit președinte al diviziei Netflix Features. |